# Ermershausen
Aidhausen är en kommun och ort i Landkreis Haßberge i Regierungsbezirk Unterfranken i förbundslandet Bayern i Tyskland.
Kommunen ingår i kommunalförbundet Hofheim in Unterfranken tillsammans med staden Hofheim in Unterfranken, köpingen Burgpreppach och kommunerna Aidhausen, Bundorf och Riedbach.